# Wuxi Jiang
Wuxi Jiang är ett vattendrag i Kina.   Det ligger i prefekturen Quzhou Shi och provinsen Zhejiang, i den östra delen av landet, omkring 180 kilometer sydväst om provinshuvudstaden Hangzhou.
Genomsnittlig årsnederbörd är 2 285 millimeter. Den regnigaste månaden är juni, med i genomsnitt 470 mm nederbörd, och den torraste är oktober, med 48 mm nederbörd.